# Schoenlandella fossata
Schoenlandella fossata är en stekelart som först beskrevs av Charles Thomas Brues 1924.  Schoenlandella fossata ingår i släktet Schoenlandella och familjen bracksteklar. Inga underarter finns listade i Catalogue of Life.